# Diglyphus pulchripes
Diglyphus pulchripes är en stekelart som först beskrevs av Crawford 1912.  Diglyphus pulchripes ingår i släktet Diglyphus och familjen finglanssteklar. Inga underarter finns listade i Catalogue of Life.